# Crossover (hudba)
Crossover, Průnik (česky překřížení) znamená, že se nějaký hudební umělec…
- snaží o fúzi dvou a více žánrů v jedné písni
- má v hitparádě více písní a každá z těchto písní má úplně jiný žánr.[1] Příklad umělec X nahraje píseň "ABC" a pak také "XYZ". První píseň je v death metalovém stylu, ale ta druhá je v country stylu.

Kapely jako Faith No More, Red Hot Chili Peppers, Primus, Rage Against the Machine hrají mix více než jednoho hudebního stylu. Jejich vlastní "hudební styl" je kombinací stylů jako funk, rap, hard rock, metal, hardcore, punk či rock.
Mezi první komerční skladby patří píseň "Smoke Smoke Smoke" z roku 1947 od Tex Williamse, který smíchal blues, swing a country do jedné nahrávky (tomu se říká "western swing"). Další, které se dostaly do Hot 100, probíhaly v rock and rollové éře. Traditional pop/popoví umělci jako Pat Boone coverovali písně neúspěšným černošským rhythm and blues umělcům. Tyto písně v rukou bílých umělců se staly hitem a v tomhle smyslu se slovo "cross-over" dá chápat negativně.

## České crossoverové kapely
- Handicap Harmony
- Break of Chains
- Cocotte Minute
- Edward Fortyhands
- Walk Choc Ice
- Věc Makropulos
- Atari Terror
- The.switch
- Jolly Joker & The Plastic Beatles Of The Universe
- Kurtizány z 25. Avenue
- Support Lesbiens
- Illegal Illusion
- Mud Pies
- Slut
- Našrot
- wrgha POWU orchestra
- Public Relations
- Post-It
- Lighthouse 7
- Gaia Mesiah
- Hentai Corporation
- Insania
- Krucipüsk